# Semiothisa psilotes
Semiothisa psilotes är en fjärilsart som beskrevs av West 1929. Semiothisa psilotes ingår i släktet Semiothisa och familjen mätare. Inga underarter finns listade i Catalogue of Life.